# Combiné nordique aux Jeux olympiques de la jeunesse d'hiver de 2012
Pour des articles plus généraux, voir Jeux olympiques de la jeunesse d'hiver de 2012 et Combiné nordique en 2012.
Navigation
2016
L'épreuve de combiné nordique aux Jeux olympiques de la jeunesse d'hiver de 2012 a eu lieu sur le tremplin olympique au Seefeld Arena, à Seefeld, près d'Innsbruck en Autriche, le 15 janvier 2012.
Le programme comprend qu'une seule épreuve qui rassemble 17 athlètes représentant 17 nations. L'épreuve est remportée par Tomáš Portyk devant Ilkka Herola et Go Yamamoto.
Les combinés ont également participé à une épreuve par équipes mixte de saut à ski, chaque équipe comprenant un sauteur, une sauteuse et un combiné.

## Organisation

### Sites

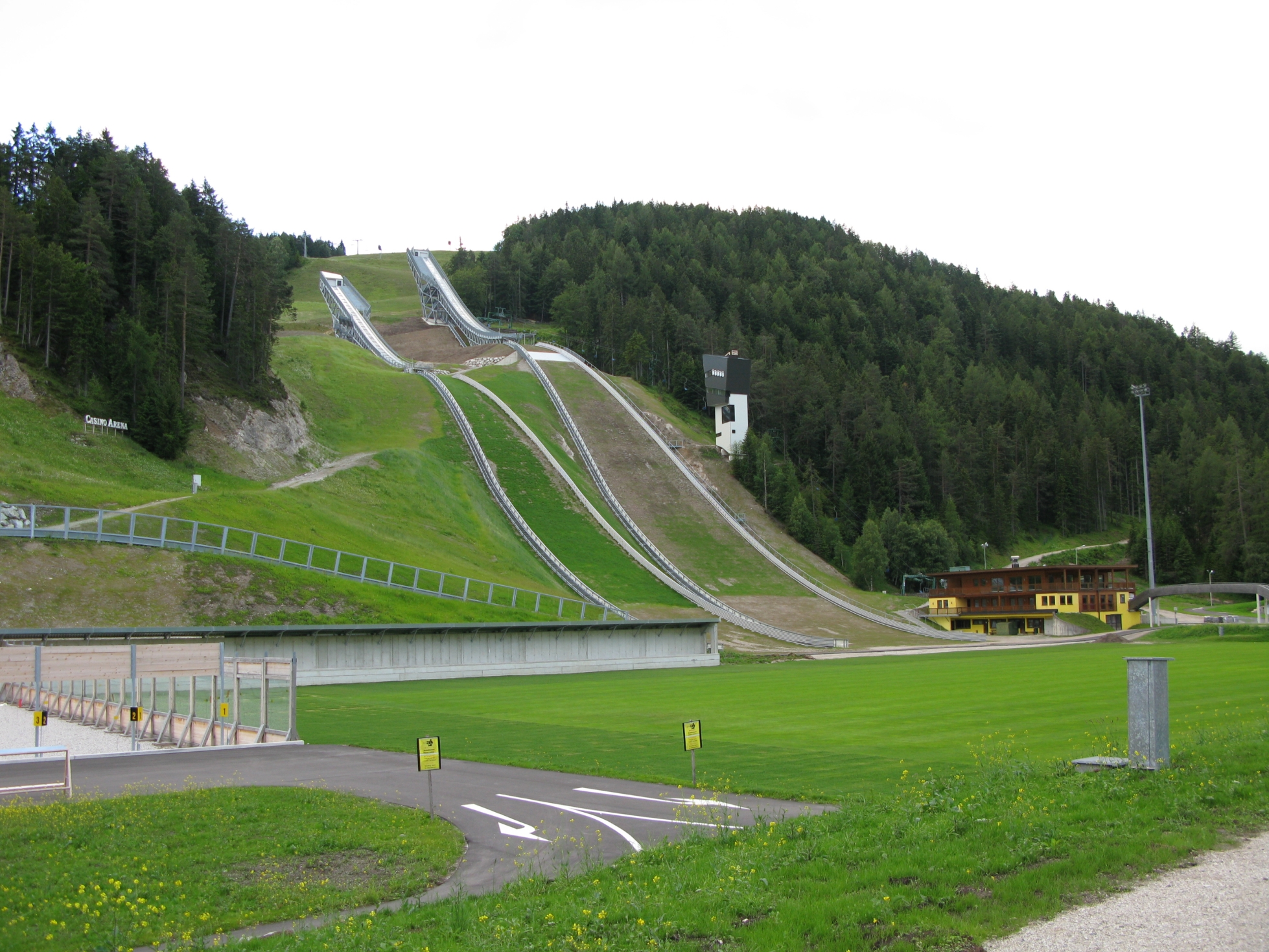
Le HS 75 à gauche et le HS 109 à droite

La Seefeld Arena est un site composé du tremplin Toni Seelos, de 279 km de pistes de ski de fond ainsi que d'un pas de tir de biathlon. Le tremplin Toni Seelos a accueilli l'épreuve du petit tremplin ainsi que l'épreuve de saut du combiné nordique lors des Jeux olympiques d'hiver de 1964 et de 1976 ainsi que les Championnats du monde de ski nordique 1985. En 2010, le tremplin est détruit et remplacé par deux nouveaux tremplins de HS 75 et 109.
L'épreuve de ski de fond a lieu sur les pistes de la Seefeld Arena.

### Calendrier
| Janvier 2012 | Janvier 2012    | 13 | 14 | 15 | 16 | 17 | 18 | 19 | 20 | 21 | 22 |
| ------------ | --------------- | -- | -- | -- | -- | -- | -- | -- | -- | -- | -- |
| Hommes       | Tremplin normal |    |    |    |    |    |    |    |    |    |    |

|  | Entraînements |  | Jour de l'épreuve |

Il y a eu également une compétition de saut à ski par équipe mixte, avec une équipe composée d'une femme, d'un homme et d'un athlète de combiné nordique. Initialement prévu le 20 janvier 2012, elle a finalement lieu le 21 janvier 2012. Les entrainements de cette épreuve ont eu lieu les 17, 18 et 19 janvier.

### Format de l'épreuve
Les athlètes exécutent premièrement un saut sur le tremplin normal, HS 75, suivi d’une course de ski de fond de 10 km qui consiste à parcourir quatre boucles de 2,5 km,. À la suite du saut, des points sont attribués pour la longueur et le style. Le départ de la course de ski de fond s'effectue selon la méthode Gundersen (1 point = 4 secondes), le coureur occupant la première place du classement de saut s’élance en premier, et les autres s’élancent ensuite dans l’ordre fixé. Le premier skieur à franchir la ligne d’arrivée remporte l’épreuve.

## Athlètes

### Qualification
Le nombre maximal d'athlètes possible est de 20. L'Autriche en tant que pays hôte a eu le droit à une place comme les pays les mieux classés dans le Trophée Marc Holder lors des Championnats du monde juniors de ski nordique de la FIS 2011. Les 14 places restantes ont été distribuées aux pays qui ont été le mieux placés dans l’épreuve tremplin normal/5 km des Championnats du monde juniors de ski nordique 2011 de la FIS. Toutefois, trois places ont été inutilisées et celles-ci ont été allouées par la FIS aux CNO qui n'étaient pas encore qualifiés et qui en faisaient la demande, en tenant compte de la
représentation internationale dans toutes les disciplines de la FIS aux JOJ. Le quota maximum est d'un athlète par nation.
Après la dernière ré-allocation des places, seuls 17 pays ont eu des places.
| Épreuve                                                                                   | Date               | Lieu   | Places | Qualifiés |
| ----------------------------------------------------------------------------------------- | ------------------ | ------ | ------ | --- |
| Pays hôte                                                                                 | -                  | -      | 1      | Autriche |
| Trophée Marc Holder lors des Championnats du monde juniors de ski nordique de la FIS 2011 | 27-30 janvier 2011 | Otepää | 4      | Allemagne Slovénie Norvège Italie                                                                            |
| Championnats du monde juniors de ski nordique de la FIS 2011                              | 27-30 janvier 2011 | Otepää | 12     | Estonie Pologne Japon Finlande États-Unis Russie France Suisse République tchèque Canada Ukraine Biélorussie |
| Places restantes                                                                          | -                  | -      | 3      | Non utilisé                                                                                                  |
| TOTAL                                                                                     |                    |        | 17     | |

### Athlètes sélectionnables
Les comités olympiques peuvent sélectionner des athlètes nés entre le 1er janvier 1995 et le 31 décembre 1996 et qui ont participé à une compétition FIS ou une coupe continentale.

### Favoris
Le tchèque Tomáš Portyk qui a remporté une compétition en Alpen Cup en février 2011 fait partie des favoris. Son objectif est de terminer troisième.
L'autrichien qui a allumé la vasque de la cérémonie d'ouverture, Paul Gerstgraser, est également attendu vu ses capacités en ski de fond,. L'autrichien avait brillé lors du Festival olympique de la jeunesse européenne d'hiver 2011 tout comme Ilkka Herola, qui est le troisième favori.

## Récit de l'épreuve

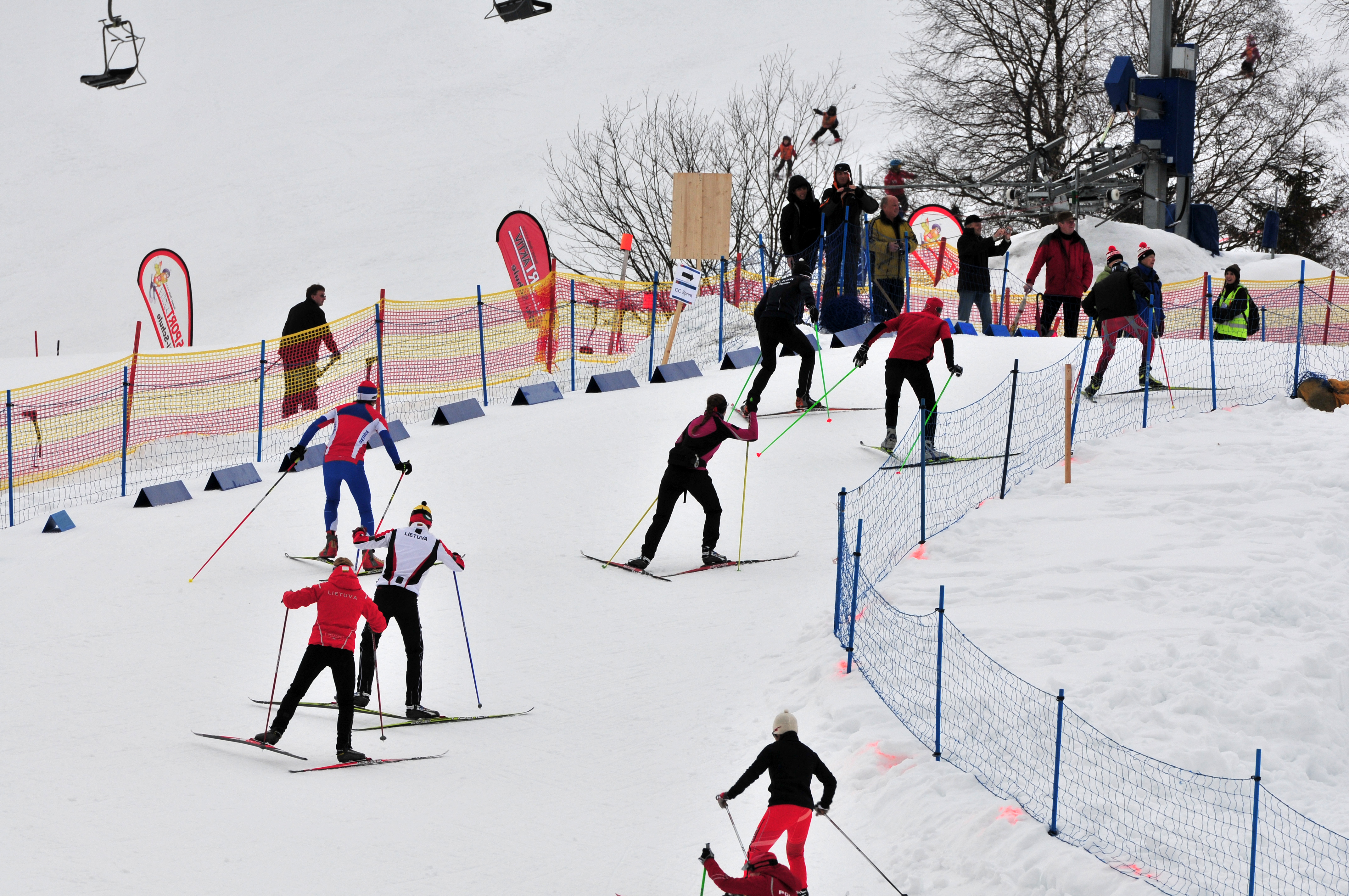
Des skieurs de fond à l'échauffement sur la Seefeld Arena

La manche de saut s'est déroulé dans de bonnes conditions climatiques (vent nul mais températures inférieures à -15°).
Tom Lubitz domine la manche de saut avec un saut de 78 m,. Il termine devant le japonais Go Yamamoto qui a réalisé 75,5 m, Harald Johnas Riiber, Ilkka Herola et Tomas Portyk. Le russe, Roman Terekhin, a loupé son saut et il est 15e avant le fond.
Dans la course de fond, Tom Lubitz part avec 20 s d’avance sur ses poursuivants. Tomáš Portyk part en cinquième position, avec 31 s de retard . Un groupe de quatre athlètes (Tomáš Portyk, Tom Lubitz, Go Yamamoto et Ilkka Herola) se forment en tête. Tom Lubitz se fait distancé dans le troisième tour. Tomas Portyk attaque dans la dernière bosse et remporte l'épreuve devant Ilkka Herola et Go Yamamoto,. Tomas Portyk réalise le second temps dans l'épreuve de fond ce qui lui a permis de remonter jusqu'à la première place. Le meilleur temps de l’épreuve de fond a été réalisé par l'italien Raffaele Buzzi ce qui lui a permis de remonter de la 11e à la 5e place. Le polonais, Michal Pytel, s'est évanoui lors de l'épreuve de fond ce qui l'a obligé à abandonner.

## Podium
| Épreuve                        | Or           | Or            | Argent       | Argent        | Bronze      | Bronze        |
| ------------------------------ | ------------ | ------------- | ------------ | ------------- | ----------- | ------------- |
| Individuel résultats détaillés | Tomáš Portyk | 26 min 31 s 4 | Ilkka Herola | 26 min 34 s 2 | Go Yamamoto | 26 min 39 s 9 |

## Résultat détaillé
L'épreuve est composée d'un saut à ski et d'une course de ski de fond de 10 km,. (w) signifie que le coureur est parti dans la vague.
| Rang                                | N° | Athlètes             | Pays               | Longueur (m) | Points | Différence de temps | Temps         | Rang du ski de fond | Retard final      |
| ----------------------------------- | -- | -------------------- | ------------------ | ------------ | ------ | ------------------- | ------------- | ------------------- | ----------------- |
| Médaille d'or, Jeux olympiques      | 5  | Tomas Portyk         | République tchèque | 75,0         | 129,8  | +0 min 31 s         | 26 min 0 s 4  | 2                   | 26 min 31 s 4     |
| Médaille d'argent, Jeux olympiques  | 4  | Ilkka Herola         | Finlande           | 76,0         | 130,2  | +0 min 29 s         | 26 min 5 s 2  | 3                   | +2 s 8            |
| Médaille de bronze, Jeux olympiques | 2  | Go Yamamoto          | Japon              | 75,5         | 132,5  | +0 min 20 s         | 26 min 19 s 9 | 4                   | +8 s 5            |
| 4                                   | 1  | Tom Lubitz           | Allemagne          | 78,0         | 137,5  | 0 min 0 s           | 26 min 57 s 6 | 7                   | +26 s 2           |
| 5                                   | 11 | Raffaele Buzzi       | Italie             | 71,0         | 119,2  | +1 min 13 s         | 25 min 50 s 4 | 1                   | +32 s 0           |
| 6                                   | 3  | Harald Johnas Riiber | Norvège            | 75,0         | 131,3  | +0 min 25 s         | 27 min 5 s 0  | 8                   | +58 s 6           |
| 7                                   | 8  | Kristjan Ilves       | Estonie            | 73,0         | 124,5  | +0 min 52 s         | 26 min 50 s 9 | 6                   | +1 min 11 s 5     |
| 8                                   | 12 | Paul Gerstgraser     | Autriche           | 70,0         | 116,8  | +1 min 23 s         | 26 min 25 s 7 | 5                   | +1 min 17 s 3     |
| 9                                   | 7  | Jan Kirchhofer       | Suisse             | 73,5         | 125,7  | +0 min 47 s         | 27 min 52 s 8 | 9                   | +2 min 8 s 4      |
| 10                                  | 6  | Luka Pintaric        | Slovénie           | 72,5         | 125,8  | +0 min 47 s         | 28 min 43 s 8 | 11                  | +2 min 59 s 4     |
| 11                                  | 9  | Nathaniel Mah        | Canada             | 72,0         | 122,6  | +1 min 0 s          | 28 min 35 s 0 | 10                  | +3 min 3 s 6      |
| 12                                  | 14 | Tom Balland          | France             | 66,0         | 104,7  | +2 min 11 s         | 28 min 52 s 7 | 12                  | +4 min 32 s 3 (w) |
| 13                                  | 13 | Colton Kissell       | États-Unis         | 67,5         | 105,3  | +2 min 9 s          | 29 min 11 s 6 | 15                  | +4 min 49 s 2 (w) |
| 14                                  | 15 | Roman Terekhin       | Russie             | 58,5         | 85,2   | +3 min 29 s         | 28 min 56 s 5 | 13                  | +5 min 54 s 1 (w) |
| 15                                  | 17 | Nikita Maladsou      | Biélorussie        | 52,0         | 66,1   | +4 min 46 s         | 29 min 6 s 7  | 14                  | +7 min 21 s 3 (w) |
| 16                                  | 16 | Vitali Marchenko     | Ukraine            | 58,0         | 80,0   | +3 min 50 s         | 30 min 28 s 1 | 16                  | +7 min 46 s 7 (w) |
|                                     | 10 | Michal Pytel         | Pologne            | 72,5         | 120,8  | +1 min 7 s          | Abandon       | Abandon             | Abandon           |

## Tableau des médailles
| Rang  | Nation             | Or | Argent | Bronze | Total |
| ----- | ------------------ | -- | ------ | ------ | ----- |
| 1     | République tchèque | 1  | 0      | 0      | 1     |
| 2     | Finlande           | 0  | 1      | 0      | 1     |
| 3     | Japon              | 0  | 0      | 1      | 1     |
| Total | Total              | 1  | 1      | 1      | 3     |